# Oolite
《Oolite》是3D空间模拟游戏，完全仿照Elite设计。名称来自Object Oriented Elite。用Objective-C写成。源代码授权为GNU GPL version 2，图像音乐数据授权CC-BY-NC-SA-3.0 license

## 玩法

### 基本
是个3D第一人称，开放，单人空间战斗模拟器。作为飞行员，用虫洞在周围星系穿梭。每个系统都只有一个星球，还有一个空间站：玩家选择目的地系统就依靠星球名称。尽管玩家可以在任何地方制造虫洞燃料限制着移动，穿越后的能量可能无法支持到达行星。Oolite基本武器是激光和导弹。大多战斗是缠斗 ，既非牛顿运动定律，也不受惯性和重力影响。

### 目的
无既定目标，只有Elite的阶级评价。
玩家可以通过跨星际交易盈利。玩家可以作海盗袭击旅行商船和其他船只。摧毁后货箱可以在爆炸中保存下来。如果有合适装备，太空中漂流的货物可以转卖；甚至有采矿装备。玩家可以接受运送指定乘客或货物的任务获取资金。
Elite的评价是考杀敌数换来的，
- Harmless – 0 ── 7
- Mostly Harmless – 8 ── 15
- Poor – 16 ── 31
- Average – 32 ── 63
- Above Average – 64 ── 127
- Competent – 128 ── 511
- Dangerous – 512 ── 2559
- Deadly – 2560 ── 6399
- Elite – 6400 +

### 任务和MOD
Elite虽然不需要完成，还是有内置的任务。
大量Mod 扩展Oolite包括任务，装备，飞船，交易场所。

## MOD制作
游戏项目的目标‘open–hooded’，object和事件不需要编程能力，简单工具就可以制作OXP（页面存档备份，存于）（Oolite eXpansion Pack 扩展包）。放在AddOns目录，
前两年，很多OXP出现
测试一个OXP的方法还在起步阶段。

## 开发
Giles Williams针对Mac OS X开始了Oolite，并在2004年7月放出第一个版本。2005年9月，Mac Oolite v1.52放出，并且有了Linux移植版。Windows使用GNUstep的移植在2006年3月放出。SGI IRIX 和 FreeBSD（Intel构架）也陆续移植。但只有Mac OS X拥有全部特性 (主要是镶入 iTunes, Spotlight和Growl)
2006年10月，1.65版本后，Williams宣布在 Oolite 购架具备OpenGL着色器延伸能力后退出开发。项目继续，并在2007年2月27日重新定义授权，改为GPL，由社区继续开发之后添加了Java脚本制作任务和shader支持。并有几个测试版本放出。

## 奖项
- Macworld Editors' Choice Award.[5]

## 背景
已经有背景相关的小说描述 Oolite的宇宙。
- The Virtuous Misfortune by Dylan Smith
- Status Quo（页面存档备份，存于），Schism（页面存档备份，存于） and Mutabilis（页面存档备份，存于） by Drew Wagar（页面存档备份，存于）。

## 链接
- Oolite（页面存档备份，存于）
- OoSat（页面存档备份，存于） OXP AddOns 插件
- Oosat2 Oosat新一代
- Dry Dock Mac工具，查看Oolite模型
- Ian Bell's Elite 页（页面存档备份，存于）
- The EliteWiki（页面存档备份，存于），Oolite 部分（页面存档备份，存于）